# Nordea Masters
Le Nordea Masters est un tournoi annuel de golf qui figure au calendrier du Circuit Européen. Il est joué en Suède et est le seul tournoi de Scandinavie à être présent sur le circuit européen.
Le tournoi fait suite à la fusion de deux anciens tournois, le PLM Open et le Scandinavian Enterprise Open, reprenant la place de celui-ci sur le circuit européen, sous le nom de Scandinavian Masters.

## Palmarès
| année                                  | Vainqueur            | Nationalité          | Score       |
| Scandinavian Masters                   | Scandinavian Masters | Scandinavian Masters |             |
| -------------------------------------- | -------------------- | -------------------- | ----------- |
| 1991                                   | Colin Montgomerie    | Écosse               | 270 (-18)   |
| 1992                                   | Nick Faldo           | Angleterre           | 277 (-11)   |
| 1993                                   | Peter Baker          | Angleterre           | 278 (-10)PO |
| 1994                                   | Vijay Singh          | Fidji                | 268 (-20)   |
| Volvo Scandinavian Masters             |                      |                      |             |
| 1995                                   | Jesper Parnevik      | Suède                | 270 (-18)   |
| 1996                                   | Lee Westwood         | Angleterre           | 281 (-7)PO  |
| 1997                                   | Joakim Haeggman      | Suède                | 270 (-18)   |
| 1998                                   | Jesper Parnevik      | Suède                | 273 (-11)   |
| 1999                                   | Colin Montgomerie    | Écosse               | 268 (-20)   |
| 2000                                   | Lee Westwood         | Angleterre           | 270 (-14)   |
| 2001                                   | Colin Montgomerie    | Écosse               | 274 (-14)   |
| 2002                                   | Graeme McDowell      | Irlande du Nord      | 270 (-14)   |
| Scandic Carlsberg Scandinavian Masters |                      |                      |             |
| 2003                                   | Adam Scott           | Australie            | 277 (-11)   |
| Scandinavian Masters by Carlsberg      |                      |                      |             |
| 2004                                   | Luke Donald          | Angleterre           | 272 (-16)   |
| 2005                                   | Mark Hensby          | Australie            | 262 (-22)PO |
| EnterCard Scandinavian Masters         |                      |                      |             |
| 2006                                   | Marc Warren          | Écosse               | 278 (-10)PO |
| Scandinavian Masters                   |                      |                      |             |
| 2007                                   | Mikko Ilonen         | Finlande             | 274 (-6)    |
| SAS Masters                            |                      |                      |             |
| 2008                                   | Peter Hanson         | Suède                | 271 (-9)    |
| 2009                                   | Ricardo González     | Argentine            | 283 (-9)    |
| Nordea Scandinavian Masters            |                      |                      |             |
| 2010                                   | Richard S. Johnson   | Suède                | 277 (−11)   |
| Nordea Masters                         |                      |                      |             |
| 2011                                   | Alexander Norén      | Suède                | 273 (−15)   |
| 2012                                   | Lee Westwood         | Angleterre           | 273 (−19)   |
| 2013                                   | Mikko Ilonen         | Finlande             | 267 (−21)   |
| 2014                                   | Thongchai Jaidee     | Thaïlande            | 272 (−16)PO |
| 2015                                   | Alexander Norén      | Suède                | 276 (−12)   |
| 2016                                   | Matthew Fitzpatrick  | Angleterre           | 272 (−16)   |
| 2017                                   | Renato Paratore      | Italie               | 281 (-11)   |